# لوري إليس
لوري إليس (بالإنجليزية: Laurie Ellis)‏ (7 نوفمبر 1979 في المملكة المتحدة - ) هو لاعب كرة قدم بريطاني في مركز الدفاع. لعب مع ريث روفرز ونادي سانت ميرين ونادي ستيرلينغ ألبيون ونادي كاودينبيث لكرة القدم.

## وصلات خارجية
- لوري إليس على موقع قاعدة بيانات كرة القدم.إي يو (الإنجليزية)
- لوري إليس على موقع Soccerbase.com (لاعب) (الإنجليزية)